# لغة أم

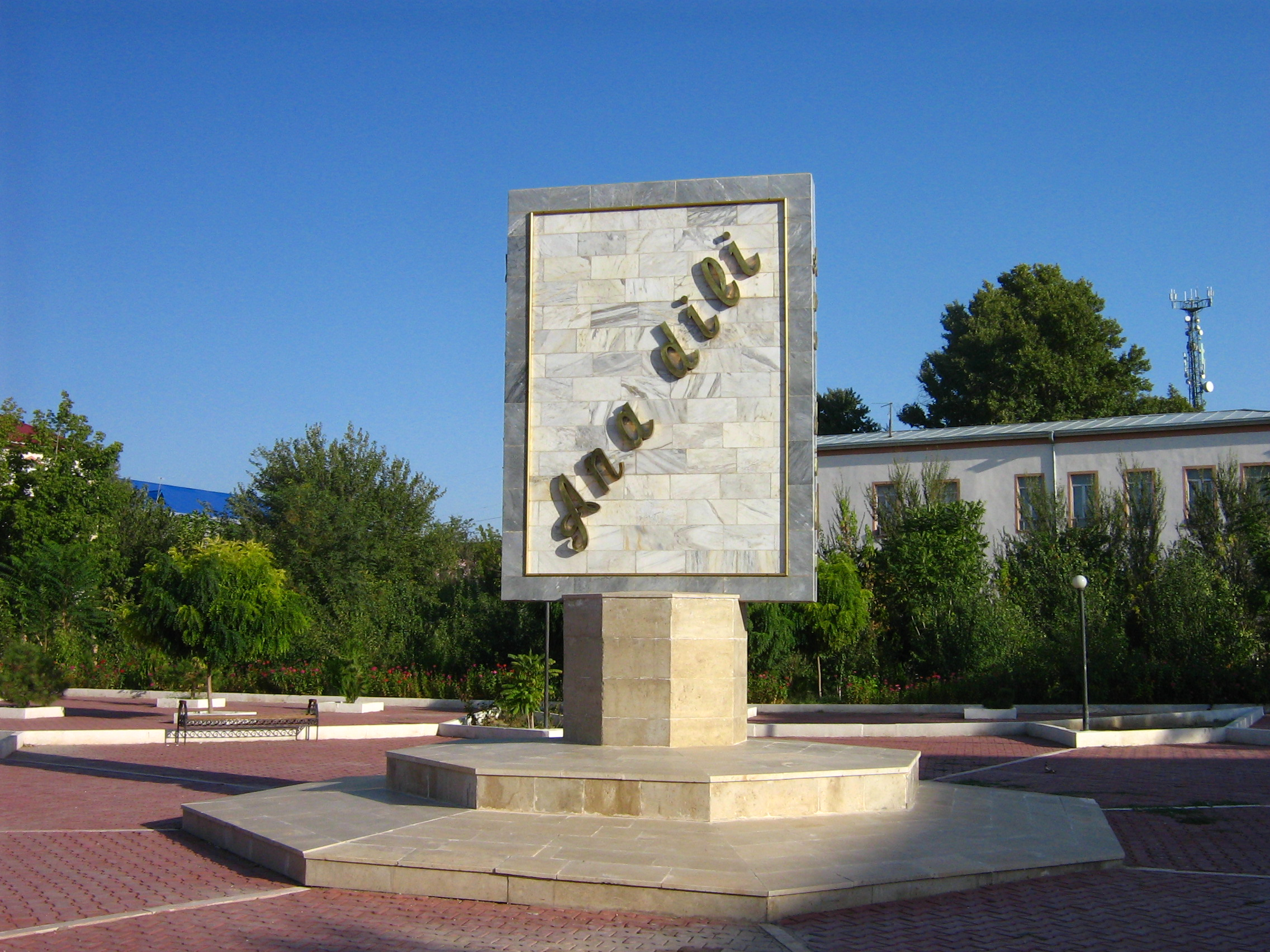
نصب "اللغة الأم" في نخجوان بأذربيجان

اللغة الأولى، اللغة الأم (تُعرف أيضًا باسم اللغة الشريانية أو L1)، هي اللغة التي تعرض لها الشخص منذ الولادة  أو خلال الفترة الحرجة. في بعض البلدان، يشير مصطلح اللغة الأم أو إلى لغة المجموعة العرقية للمرء بدلاً من لغة المرء الأولى.
في بعض الأحيان، يتم استخدام مصطلح «اللغة الأم» أو اللغة التي تعلمها الشخص عندما كان طفلاً (عادة من والديه). يمكن للأطفال الذين ينشأون في منازل ثنائية اللغة، وفقًا لهذا التعريف، أن يكون لديهم أكثر من لغة أم أو لغة أصلية.
اللغة الأولى للطفل هي جزء من الهوية الشخصية والاجتماعية والثقافية لذلك الطفل. تأثير آخر للغة الأولى هو أنها تجلب انعكاسًا وتعلمًا للأنماط الاجتماعية الناجحة في التمثيل والتحدث. وهي أيضًا مسؤولة بشكل أساسي عن التمييز بين الكفاءة اللغوية في التمثيل. بينما يجادل البعض بأنه لا يوجد شيء مثل «المتحدث الأصلي» أو «اللغة الأم»، فمن المهم لفهم المصطلحات الأساسية وكذلك لفهم ما يعنيه أن تكون متحدثًا «غير أصلي»، والآثار التي يمكن أن تكون على حياة الشخص. تشير الأبحاث إلى أنه في حين قد يتطور المتحدث غير الأصلي بطلاقة في لغة مستهدفة بعد حوالي عامين من الانغماس، يمكن أن يستغرق ذلك الطفل ما بين خمس وسبع سنوات ليكون على نفس مستوى العمل مثل نظرائهم الناطقين بها.
في 17 نوفمبر 1999، عينت اليونسكو 21 فبراير اليوم العالمي للغة الأم.

## تعريفات
أحد التعريفات المقبولة على نطاق واسع للمتحدثين الأصليين هو أنهم ولدوا في بلد معين (و) نشأوا وهم يتحدثون بلغة ذلك البلد خلال الفترة الحرجة من نموهم. يعتبر الشخص «متحدثًا أصليًا» للغة من خلال أن يولد وينغمس في اللغة أثناء الشباب، في عائلة يشارك فيها الكبار تجربة لغوية مماثلة للطفل. يعتبر المتحدثون الأصليون بمثابة سلطة في لغتهم المعينة بسبب عملية اكتسابهم الطبيعية فيما يتعلق باللغة، على عكس تعلم اللغة في وقت لاحق في الحياة. ويتحقق ذلك من خلال التفاعل الشخصي مع اللغة والمتحدثين بها. لن يكون المتحدثون الأصليون على دراية بالضرورة بكل قاعدة نحوية للغة، ولكن سيكون لديهم «الحدس» الجيد للقواعد من خلال تجربتهم مع اللغة.
يُعتقد أن تسمية "اللغة الأم"، في استخدامها العام، غير دقيقة وتخضع لتفسيرات مختلفة متحيزة لغويًا، خاصة فيما يتعلق بالأطفال ثنائي اللغة من مجموعات الأقليات العرقية. الكثير من العلماء عرفوا "اللغة الأم" على أساس الاستخدام الشائع، والعلاقة العاطفية للمتكلم تجاه اللغة، وحتى هيمنتها فيما يتعلق بالبيئة. ومع ذلك، فإن المعايير الثلاثة تفتقر إلى الدقة. بالنسبة للعديد من الأطفال الذين تختلف لغتهم الأم عن لغة البيئة (اللغة الرسمية")، فمن غير القابل للجدل أي لغة هي "لغتهم الأم".

### تعريف «اللغة الأم»
- بناءً على الأصل: هي اللغة التي تعلمها المرء أولاً والتي أنشأ فيها المرء (أول اتصال شفهي طويل الأمد).
- بناءً على التعريف الداخلي: هي اللغة التي يتعرف عليها الشخص / كمتحدث؛
- استنادًا إلى التعريف الخارجي: هي اللغة التي يتم تحديدها مع / كمتحدث بها من قبل الآخرين.
- بناءً على الكفاءة: هي اللغة التي يعرفها المرء أفضل.
- استنادًا إلى الوظيفة: هي اللغة الأكثر استخدامًا.

في بعض الدول، مثل كينيا والهند ومختلف دول شرق آسيا وآسيا الوسطى، يتم استخدام «اللغة الأم» للإشارة إلى لغة المجموعة العرقية للشخص بلغة مشتركة وصحافية، بدلاً من لغة المرء الأولى. أيضًا، في سنغافورة، تشير «اللغة الأم» إلى لغة المجموعة الإثنية للمرء بغض النظر عن الكفاءة الفعلية، وتشير «اللغة الأولى» إلى اللغة الإنجليزية، التي تأسست في الجزيرة تحت الإمبراطورية البريطانية، وهي اللغة المشتركة لمعظم ما بعد الاستقلال السنغافوريين لإستخدامها كلغة التدريس في المدارس الحكومية ولغة العمل.
في سياق التعدادات السكانية التي أجريت على السكان الكنديين، عرفت هيئة الإحصاء الكندية[بحاجة لمصدر] اللغة الأم على أنها «اللغة الأولى التي يتعلمها الشخص في المنزل في مرحلة الطفولة ولا يزال الفرد يستطيع فهمها وقت إجراء التعداد». من الممكن أيضاً أن اللغة الأولى المكتسبة التي تم تعلمها لم تعد لغة مهيمنة للمتحدث. يشمل ذلك الأطفال المهاجرين الصغار الذين انتقلت عائلاتهم إلى بيئة لغوية جديدة وكذلك الأشخاص الذين تعلموا لغتهم الأم في طفولتهم في المنزل (بدلاً من لغة أغلب المجتمع)، الذين ربما فقدوا، جزئيًا أو كلياً، اللغة التي اكتسبوها لأول مرة (انظر تناقص اللغة). وبحسب إيفان إليتش، فقد استخدم الرهبان الكاثوليك مصطلح «اللغة الأم» لأول مرة لتحديد لغة معينة استخدموها، بدلاً من اللاتينية، عندما كانوا «يتحدثون من المنبر». أي أن «الأم القديسة الكنيسة» أدخلت هذا المصطلح ورثته المستعمرات من المسيحية كجزء من الاستعمار. يميز جي آر آر تولكين في محاضرته عام 1955 «الإنجليزية والويلزية» بين «اللغة الأم» و «اللسان المهد». والأخيرة هي اللغة التي يتعلمها المرء خلال الطفولة المبكرة، وقد تختلف «اللغة الأم» الحقيقية للشخص، وربما يتم تحديدها من خلال الذوق اللغوي الموروث ويمكن اكتشافه لاحقًا في الحياة من خلال تقارب عاطفي قوي إلى لهجة معينة (اعترف تولكين شخصيًا بمثل هذا التقارب للغة الإنجليزية الوسطى بشكل خاص في ويست ميدلاندز).
يمكن للأطفال الذين ينشأون التحدث أكثر من لغة واحدة أن يكون لديهم أكثر من لغة أصلية واحدة، ويكون إما ثنائي اللغة أو متعدد اللغات. على عكس ذلك، فإن اللغة الثانية هي أي لغة يتحدثها الشخص غير لغته الأولى.

## ثنائية اللغة

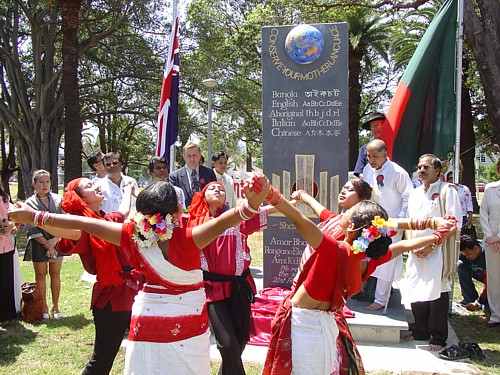
نصب اليوم العالمي للغة الأم في سيدني، أستراليا، حفل الكشف، 19 فبراير 2006

مفهوم مرتبط (ثنائي اللغة). يعرّف الشخص بأنه ثنائي اللغة إذا كان يتقن لغتين على قدم المساواة. الشخص الذي يكبر يتحدث الإسبانية ثم يتعلم اللغة الإنجليزية لمدة أربع سنوات يكون ثنائي اللغة فقط إذا كان يتحدث اللغتين بطلاقة متساوية. كان بير لامبرت أول من اختبر لغتين «متوازنتين» فقط - أي طفل يجيد لغتين تمامًا ويشعر أنهما ليستا لغتهما الأصلية لأنهما يفهمان كليهما تمامًا. وجدت هذه الدراسة أن:
- -أداء ثنائي اللغة المتوازن أفضل بكثير في المهام التي تتطلب المرونة (يتحولون باستمرار بين اللغتين المعروفتين اعتمادًا على الموقف).
- -هم أكثر وعيا بالطبيعة التعسفية للغة.
- -يختارون ارتباطات الكلمات بناءً على التفضيلات المنطقية بدلاً من التفضيلات الصوتية.[11][12]

## التعدد اللغوي
يمكن للمرء أن يكون لديه لغتان أصليتان أو أكثر، وبالتالي يكون ثنائي اللغة أو في الواقع متعدد اللغات. الترتيب الذي يتم من خلاله تعلم هذه اللغات ليس ضروريًا ترتيب الكفاءة. على سبيل المثال، إذا كان للزوجين الذين يتحدثون باللغة الفرنسية طفل تعلم اللغة الفرنسية أولاً ثم نشأ في دولة ناطقة باللغة الإنجليزية، فمن المرجح أن يكون الطفل أكثر كفاءة في اللغة الإنجليزية. ومن الأمثلة الأخرى الهند وإندونيسيا والفلبين وكينيا وماليزيا وسنغافورة وجنوب إفريقيا، حيث يتحدث أغلب الناس أكثر من لغة واحدة.

### تعريف «المتحدث الأصلي»
من الصعب تحديد ما يشكل المتحدث الأصلي، ولا يوجد اختبار يمكن من خلاله تحديده. ليس معروفاً إذا كان المتحدثون الأصليون هم مجموعة محددة من الأشخاص، أو ما إذا كان ينبغي علينا التفكير في المفهوم كنموذج أولي مثالي قد يتوافق أو لا يتوافق معه المتحدثون الفعليون.
مقالة بعنوان «المتحدث الأصلي: نموذج قابل للتحقيق؟» تنشرها مجلة EFL Journal الآسيوية  أن هناك ستة مبادئ عامة مرتبطة بتعريف «اللغة الأم». المبادئ، وفقا لتلك الدراسة، بالغالب يتم قبولها من قبل خبراء اللغة في المجال العلمي. ويتم تعريف المتحدث الأصلي وفقًا للإرشادات التالية:
1. ·   اكتسب الفرد اللغة في مرحلة الطفولة المبكرة ويحافظ على استخدام اللغة.
2. ·   الفرد لديه معرفة بديهية للغة.
3. ·   الفرد قادر على إنتاج خطاب بطلاقة وعفوية.
4. ·   الفرد مؤهل تواصليا في سياقات اجتماعية مختلفة.
5. ·   يحدد الفرد أو يتم تعريفه من قبل مجتمع اللغة.
6. ·   ليس للفرد لهجة أجنبية.